# Convención Nacional de la Unión Cívica Radical
La Honorable Convención Nacional de la Unión Cívica Radical es la autoridad superior de la Unión Cívica Radical que se encarga de proclamar la fórmula presidencial del partido, dictar y modificar la carta orgánica, elaborar el programa de gobierno, dictar las normas internas y de elección de autoridades del partido, pronunciarse sobre las actividades de los grupos internos del radicalismo y de regular el financiamiento del partido, entre otras cuestiones. Está constituida por delegados de las distintas provincias argentinas y de la Ciudad de Buenos Aires. Actualmente su presidenta es Ivana Coronel, tras la renuncia de Gastón Manes.

## Atribuciones
El Comité Nacional está obligado a hacer cumplir las resoluciones de
la Convención Nacional. A su vez, la Convención Nacional tiene las
siguientes atribuciones designadas por la Carta Orgánica del
partido:
- Elaborar y sancionar el programa del partido para cada período presidencial y las reformas que en su oportunidad sean necesarias.
- Dictar la Carta Orgánica Nacional y sancionar las modificaciones conducentes.
- Sancionar las normas reglamentarias de las elecciones de autoridades nacionales del partido.
- Considerar los informes anuales del Comité Nacional, de la Juventud Radical, de Franja Morada, la Organización de Trabajadores Radicales, los bloques parlamentarios nacionales y de cada uno de sus integrantes y pronunciarse sobre los mismos.
- Dictar las normas reglamentarias del ejercicio de los derechos de iniciativa, revocatoria y referéndum de los afiliados en aquellas cuestiones que por su naturaleza corresponden a las autoridades nacionales del partido.
- Reglamentar la formación del tesoro del partido en el orden nacional de acuerdo con las disposiciones de la presente Carta Orgánica y de las normas de financiamiento de los partidos políticos.
- Establecer las infracciones y sanciones para castigar los actos de inconducta partidaria y disponer amnistías.[4]
- Decidir la intervención a distritos, cuando alguna situación de grave anomalía institucional o política afecte el normal funcionamiento partidario en ese ámbito o cuando las autoridades locales desconozcan o no cumplan las resoluciones de los órganos centrales en materias de competencia nacional, resintiendo en forma grave la unidad partidaria.
- Ratificar, modificar o anular intervenciones a distritos realizadas por el Comité Nacional.
- Decidir la conformación en el orden nacional de coaliciones políticas o alianzas con finalidad electoral, exponiendo los fundamentos que las justifiquen, así como sus términos y alcances.
- Designar la Junta Electoral partidaria para la elección de los candidatos a Presidente y Vicepresidente de la Nación o designar a quienes integrarán ese cuerpo en nombre y representación de partido, cuando se conforme una alianza electoral.

## Constitución
Se encuentra constituida por delegados de todas las provincias y de la
capital federal llamados convencionales. Cada convencional tiene un
periodo de 4 años (con posibilidad de reelección) y son elegidos por
el voto directo, secreto y obligatorio de los afiliados. Cada
provincia tiene un número de convencionales proporcionales a la
representación que tenga cada una en el Congreso Nacional, debiendo
acordarse representación a las minorías que alcancen el veinticinco
por ciento de los votos válidos emitidos. Se contempla también un cupo
femenino que debe ser igual al establecido en el Congreso Nacional.
Por sus características, la Convención Nacional se divide internamente
en dos entes internos:

### Plenario de Convencionales
Es el encargado de aplicar la gran mayoría de las atribuciones de la
Convención. Se reúne una vez por año en condiciones normales, aunque
puede auto-convocarse o ser convocada por la Mesa Directiva en
cualquier momento del año. Se trata de una reunión de todos los
convencionales nacionales que deben legislar sobre las áreas en las
que la Convención Nacional tiene competencia, pudiendo aprobar,
modificar o rechazar cualquier normativa vigente o sugerida por un
convencional. Es por lo tanto el órgano encargado de modificar la
Carta Orgánica. El Comité Nacional y los bloques parlamentariaos
nacionales estarán representados, respectivamente, en la Convención
Nacional por delegaciones de siete miembros. Si bien la sede oficial
de la Convención Nacional es la Ciudad de Buenos Aires, el plenario
puede reunirse en cualquier parte del país, y de hecho así suele
hacerlo, ya que por lo general cada año lo hace en una ciudad
distinta.

### Mesa Directiva
La Mesa Directiva es la máxima autoridad dentro de la propia
Convención y tiene a su cargo la representación de la misma durante el
receso del Plenario de Convencionales, así como también las tareas
administrativas. Se encuentra constituida por un presidente, dos
vicepresidentes y cuatro secretarios. El Presidente de la Mesa
Directiva de la Convención Nacional tiene bajo su cargo la convocatoria a elecciones
internas para definir candidatos presidenciales, la publicación de la
Carta Orgánica y sus modificaciones, la publicación de documentos
oficiales del partido, la formación y conservación de la biblioteca de
historia y doctrina partidaria. Además podrá designar una Comisión
Federal (consultiva y no vinculante) que podrá expedirse sobre los
temas incluidos en el Orden del Día de la convocatoria del plenario,
siguiendo el orden establecido en el mismo.